# 森松健介
森松 健介（もりまつ けんすけ、1935年5月14日 - 2019年11月10日）は、日本の英文学者、中央大学名誉教授。
東京生まれ。東京大学文学部英文科卒、同大学院修士課程修了、金沢大学講師、神戸市外国語大学助教授、中央大学法学部助教授、教授。2006年定年、名誉教授。96年『トマス・ハーディ全詩集』で日本翻訳文化賞受賞。

## 著書
- 『十九世紀英詩人とトマス・ハーディ』中央大学出版部 中央大学学術図書 2003
- 『トマス・ハーディ全小説を読む 簡約教科書版』中央大学出版部 2005
- 『テクストたちの交響詩 トマス・ハーディ14の長編小説』中央大学出版部 2006
- 『抹香臭いか、英国詩 十九世紀英詩人の世界観探究 談話会』中央大学人文科学研究所 人文研ブックレット 2007
- 『近世イギリス文学と《自然》 シェイクスピアからブレイクまで』中央大学出版部 中央大学学術図書 2010
- 『イギリス・ロマン派と《緑》の詩歌 ゴールドスミスからキーツまで』中央大学出版部 2013
- 『バーバラ・ピム全貌 二〇世紀のジェーン・オースティン ピム生誕百周年記念出版』音羽書房鶴見書店 2013

共著
- 『トマス・ハーディ 詩から小説への橋渡し』土岐恒二共著 音羽書房鶴見書店 2015

### 翻訳
- アルヴィン・C.ユーリッチ編『大学の明日を考える アメリカからの提言』中内正夫共訳 中央大学出版部 UL双書 1969
- ブロノフスキー『人間とは何か』松本啓共訳 みすず書房 みすず科学ライブラリー 1969
- バジル・ウィリー『十八世紀の自然思想』三田博雄,松本啓共訳 みすず書房 1975
- 『トマス・ハーディ全詩集 1(前期4集) (ウェセックス詩集・過去と現在の詩・時の笑い草・人間状況の風刺)』中央大学出版部 1995
- 『トマス・ハーディ全詩集 2(後期4集) (映像の見えるとき,近作・旧作抒情詩,人間の見世物,冬の言葉)』中央大学出版部 1995
- 『トマス・ハーディ全集 15-2 詩集 2』大阪教育図書 2010
- 『トマス・ハーディ全集 15-1 詩集 1』内田能嗣,押本年眞他共訳 大阪教育図書 2011
- 『トマス・ハーディ全集 14-1 覇王たち 第1部』大阪教育図書 2012
- 『新選ジョン・クレア詩集』編訳 音羽書房鶴見書店 2014
- 『十七世紀英詩の鉱脈 珠玉を発掘する』 中央大学出版部 中央大学人文科学研究所翻訳叢書 2015
  - 秋山嘉,兼武道子,笹川浩,安斎恵子,石原直美,海老根宏,金子雄司,上坪正徳, 坂川雅子, 清水ちか子, 土屋繁子共訳
- ウィリアム・モリス 『地上の楽園　春から夏へ』、『秋から冬へ』音羽書房鶴見書店 2016-17

## 論文
- ＜森松健介